# Hinterweiler
Hinterweiler ist eine Ortsgemeinde im Landkreis Vulkaneifel in Rheinland-Pfalz. Sie gehört der Verbandsgemeinde Daun an.

## Lage
Hinterweiler liegt südöstlich von Rockeskyll zwischen Kirchweiler und Betteldorf. Der Ernstberg, der zweithöchste Berg der Eifel (699 m ü. NHN), liegt südöstlich der Ortslage auf der Gemarkung der Gemeinde.

## Geschichte
Bis zum Ende des 18. Jahrhunderts gehörte Hinterweiler zum kurtrierischen Amt Daun. Während der sogenannten Franzosenzeit (1798 bis 1814) war Hinterweiler dem Kanton Gerolstein im Saardepartement zugeordnet. Nachdem die Region 1815 aufgrund der Beschlüsse auf dem Wiener Kongress dem Königreich Preußen zugesprochen wurde, stand die Gemeinde Hinterweiler von 1816 an unter der Verwaltung der Bürgermeisterei Rockeskyll im Kreis Daun, der Teil des Regierungsbezirks Koblenz in der Rheinprovinz (1822) war.
Vom Mittelalter an bis etwa 1930 wurden am Fuße des Ernstberges Mühlsteine gebrochen.
Bevölkerungsentwicklung
Die Entwicklung der Einwohnerzahl von Hinterweiler, die Werte von 1871 bis 1987 beruhen auf Volkszählungen:
| Jahr | Einwohner |
| ---- | --------- |
| 1815 | 180       |
| 1835 | 274       |
| 1871 | 279       |
| 1905 | 299       |
| 1939 | 314       |
| 1950 | 279       |

| Jahr | Einwohner |
| ---- | --------- |
| 1961 | 256       |
| 1970 | 272       |
| 1987 | 231       |
| 2005 | 228       |
| 2011 | 243       |
| 2017 | 199       |

## Politik

### Bürgermeister
Sebastian Koch ist seit dem 22. August 2019 Ortsbürgermeister von Hinterweiler.
Kochs Vorgänger Gerd Mertes hatte das Amt 15 Jahre ausgeübt.

### Wappen
| Wappen von Hinterweiler | Blasonierung: „Schild mit Bogen zum Schildhaupt geteilt, oben in Silber ein wachsender, schwarzer, rotbewehrter Adler, unten in Grün ein mit drei goldenen Ähren belegter, silberner Mühlstein.“ |
| Wappen von Hinterweiler | Wappenbegründung: Der grüne Berg im unteren Wappenteil steht für den nahezu 700 Meter hohen Ernstberg. Der Mühlstein dokumentiert die Gewinnung der Mühlsteine. Die goldenen Ähren weisen darauf hin, dass die Landwirtschaft für Jahrhunderte Haupterwerbsquelle des Ortes war. Der Adler ist das Attribut des Orts- und Kirchenpatrons, des Evangelisten Johannes. |

## Verkehr
Das Ultraleichtfluggelände Hinterweiler liegt etwa 1 km nördlich der Ortsmitte.

## Persönlichkeiten
- Jakob Lehnen (* 17. Januar 1803 in Hinterweiler; † 25. September 1847 in Koblenz), Maler